# Rawalpindi Cricket Stadium
Das Rawalpindi Cricket Stadium ist ein Cricket-Stadion in Rawalpindi, Pakistan. Es ersetzte den Pindi Club Ground als das internationale Cricket-Stadion der Stadt.

## Kapazität & Infrastruktur
Das Stadion hat eine Kapazität von 28.000 Plätzen und ist mit einer Flutlichtanlage ausgestattet. Die beiden Wicketenden sind das Pavilion End und das Shell End.

## Internationales Cricket
Das erste One-Day International wurde in diesem Stadion im Januar 1992 zwischen Pakistan und Sri Lanka ausgetragen. Das erste Test-Match wurde hier im Dezember 1993 zwischen Pakistan und Simbabwe ausgetragen. Beim Cricket World Cup 1996 wurde hier drei Vorrundenspiele ausgetragen. Nach dem Angriff auf das Cricketteam Sri Lankas in Lahore in 2009 wurden internationale Spiele in Pakistan insgesamt eingestellt. Der erste Test nach dieser Pause fand bei der Tour Sri Lankas 2019/20 statt. Das Stadion war außerdem einer der Austragungsorte der Champions Trophy 2025.

## Nationales Cricket
Das Stadion ist die Heimstätte von Northern im nationalen pakistanischen Cricket. In der Pakistan Super League ist es als Austragungsort von Islamabad United vorgesehen.